# Andrew Jonathan Nok
Andrew Jonathan Nok, né le 11 février 1962 dans la région de Jaba (État de Kaduna) et mort le 21 novembre 2017, est un biochimiste nigérian.

## Biographie
Il étudie à l'université Ahmadu Bello (Zaria), où il obtient un doctorat en biochimie en 1993, et y poursuit des recherches sur la trypanosomiase humaine africaine ainsi que sur la nagana. Son travail s'oriente vers une piste génétique qui pourrait permettre d'aboutir à la production d'un vaccin contre la maladie.

### Récompenses
Directeur du Centre de recherches en biotechnologie, doyen de la Faculté des Sciences de l'université Ahmadu Bello, membre de l'Académie des sciences du Nigeria, il est lauréat du prix George Forster décerné par la Fondation Alexander von Humboldt en 2013, devenant le premier scientifique d'Afrique noire à recevoir cette récompense. En 2011, il est décoré par le président Goodluck Jonathan de l'Ordre du mérite national du Nigeria. En 2009 il est lauréat du prix nigérian pour la science, pour sa "Découverte du gène responsable de la création de la Sialidase (SD), une enzyme qui cause la maladie du sommeil (Trypanosomiase)",.

### Carrière politique
En 2015, Nasir El-Rufai, gouverneur de l'État de Kaduna, le nomme ministre (commissioner) de la Santé et des Services sociaux. Il supervise alors l'installation dans 255 centres de santé d'équipements destinés à sauver la vie des nourrissons et des femmes enceintes. En 2016, à l'occasion d'un remaniement ministériel, il obtient le portefeuille de l'Éducation, des Sciences et des Technologies. À ce titre, il lance un test d'évaluation de compétence parmi les enseignants des écoles primaires de l'État, dont les mauvais résultats l'amènent à licencier un grand nombre d'entre eux.